# بوا فيستا دو كاديدو
بوا فيستا دو كاديدو (بالبرتغالية: Boa Vista do Cadeado‏)؛ بلدية في ولاية ريو غراندي دو سول في المنطقة الجنوبية من البرازيل.